# Rusîliv, Buceaci
Rusîliv (în ucraineană Русилів) este o comună în raionul Buceaci, regiunea Ternopil, Ucraina, formată numai din satul de reședință.

## Demografie
Componența lingvistică a comunei Rusîliv
     Ucraineană (100%)
Conform recensământului din 2001, toată populația comunei Rusîliv era vorbitoare de ucraineană (100%).